# Paul Henri Fischer
Paul Henri Fischer, citato anche con la grafia Paul-Henri Fischer ma soprattutto noto più semplicemente come Paul Fischer (Parigi, 7 luglio 1835 – Parigi, 29 novembre 1893), è stato un medico, zoologo, paleontologo e malacologo francese.

## Biografia
Figlio di un commerciante di tessuti, fin dalla giovinezza si appassionò alla storia naturale. Ha studiato medicina prima a Bordeaux e poi a Parigi.
A partire dal 1856, fu redattore congiunto, inizialmente con A. C. Bernardi e poi, dal 1861 con Joseph Charles Hippolyte Crosse, del Journal de Conchyliologie.
Nel 1861 entrò nel Museo nazionale di storia naturale di Francia come preparatore per Adolphe d’Archiac Desmier de Saint-Simon (1802-1868) nel laboratorio di paleontologia.
Fischer si laureò in medicina nel 1863 e praticò come medico per dieci anni svolgendo parallelamente ricerche scientifiche. Sebbene fosse ripetutamente tentato di entrare nel Museo, non fu mai soddisfatto.
Particolarmente prolifico nella sua attività divulgativa, scrisse numerose pubblicazioni, in particolare è noto per essere l'autore di Recherches sur les reptiles fossiles de l'Afrique australe (Ricerca sui rettili fossili dell'Africa australe) (1870), Manuel de conchyliologie et de paléontologie conchyliologique (Manuale di concologia e paleontologia concologica) (1880-1887) e del Catalogue et distribution géographique des mollusques terrestres, fluviatiles et marins d'une partie de l'Indochine (Catalogo e distribuzione geografica dei molluschi terrestri, fluviali e marini di una parte dell'Indocina) (1891). 
Dal 1880 al 1883 partecipò a quattro rilievi dei fondali marini. Fischer si dedicò principalmente allo studio degli invertebrati, moderni o fossili, e in particolare ai molluschi. Ricoprì l'incarico di presidente della Société géologique de France per diversi mandati e, nel 1886, della Société zoologique de France.

## Opere
Estratto di alcune sue opere:
- (FR)  Faune conchyliologique marine du departement de la Gironde et des côtes du sud-ouest de la France (1865; integrato da Supplément nel 1875)
- (FR)  Catalogue des nudibranches et céphalopodes des côtes océaniques de la France (1867-1875)
- (FR)  Recherches sur les Actinies des côtes océaniques de France (1876)
- (FR)  L.C. Kiener & Paul Fischer, Spécies général et iconographie des coquilles vivantes comprenant la collection du Muséum d'histoire naturelle de Paris : la collection Lamarck, celle du prince Masséna (appartenant maintenant a M.B. Delessert) et les découvertes récentes des voyageurs; Paris :J.B. Baillière,1873-80
- (FR)  Une nouvelle classification des bivalves (1885)
- (FR)  Fischer P., Œhlert D.P. & Woodward S. P. (1880-1887). Manuel de conchyliologie et de paléontologie conchyliologique ou histoire naturelle des mollusques vivants et fossiles suivi d'un appendice sur les brachiopodes. Avec 23 planches contenant 600 figures et 1138 gravures dans le texte. pp. I-XXIV, pp. 1-1369, Plates I-XXIII, 1 map. Paris.
- (FR)  Paléontologie de l'ile de Rhodes (1887)
- (FR)  Études sur les mollusques terrestres et fluviatiles in Mission scientifique en Mexique et dans l'Amérique centrale (1893-1894)

| P. Fischer è l'abbreviazione standard utilizzata per le specie animali descritte da Paul Henri Fischer. Categoria:Taxa classificati da Paul Henri Fischer |